# 三井化学
三井化学（英語：Mitsui Chemicals）是一位日本化学工业公司，隶属于三井集团。

## 历史
1933年前身之一的东洋高压工业成立，1941年前身之一的三井化学工业成立，1962年10月在东京证券交易所和大阪证券交易所挂牌上市，1968年两家合并，1997年10月1日改变商号为现在名字。